# Graham Potter
Graham Stephen Potter (* 20. Mai 1975 in Solihull) ist ein englischer Fußballtrainer und ehemaliger -spieler. Von 1992 bis 2005 bestritt Potter für elf verschiedene Klubs insgesamt 320 Ligapartien im englischen Ligensystem, zumeist in den unterklassigen Profiligen. Von 2011 bis 2018 trainierte er den schwedischen Klub Östersunds FK, führte ihn dabei von der vierten in die erste Liga, zum ersten nationalen Pokaltriumph und bis in die K.-o.-Phase der UEFA Europa League. Nach Stationen bei Swansea City und Brighton & Hove Albion wurde er im September 2022 vom FC Chelsea verpflichtet, wurde dort aber bereits sechs Monate später Anfang April 2023 wieder entlassen. Seit Januar 2025 ist er Trainer von West Ham United.

## Spielerkarriere
Potter kam noch während seiner Schulzeit 1989 zu Birmingham City und erhielt 1991 einen Vertrag als Trainee (dt. Auszubildender). Ein Jahr später unterzeichnete er seinen ersten Profivertrag bei dem Zweitligaklub und debütierte als 17-Jähriger am 1. November 1992 beim 0:0-Unentschieden gegen Charlton Athletic unter Terry Cooper. Im gesamten Saisonverlauf bestritt das Nachwuchstalent 18 Ligaeinsätze zumeist als linker Außenverteidiger mit Offensivdrang, hatte aber teilweise Probleme im Stellungsspiel. Im folgenden Jahr kam er zu Saisonbeginn nur im englisch-italienischen Pokal zum Zug und wurde wenig später für einen Monat an den Viertligisten Wycombe Wanderers verliehen.
Im Dezember 1993 wechselte Potter innerhalb der Football League First Division zu Stoke City, Birmingham erhielt im Gegenzug Kenny Lowe plus eine Ablöse von £75.000. Im restlichen Saisonverlauf kam er dort nur zu fünf Pflichtspieleinsätzen und auch in der Folgesaison kam er nicht an Stammspieler Lee Sandford und dem variabel einsetzbaren John Butler vorbei. In der Spielzeit 1995/96 erlebte Potter seinen Durchbruch bei Stoke, nachdem er von Trainer Lou Macari auf die linke offensive Außenbahn vorgezogen wurde, wo er mit seiner Geschwindigkeit und gutgeschlagenen Flanken überzeugte. Er kam im Saisonverlauf zu insgesamt 51 Pflichtspieleinsätzen und landete mit dem Team im Endklassement auf dem vierten Rang. In den anschließenden Play-offs um den Aufstieg in die Premier League scheiterte das Team im Halbfinale knapp an Leicester City.
Belohnung für eine starke Saison bei Stoke war nicht nur ein Wechsel für £250.000 zum Erstligisten FC Southampton, sondern auch eine Berufung in das Aufgebot der englischen U-21-Nationalmannschaft, bei der er im August 1996 im Rahmen der Qualifikation zur U-21-EM 1998 bei einem 2:0-Sieg in Moldawien mitwirkte. Bei Southampton hatte Graeme Souness das Traineramt übernommen, und Potter wurde auf Empfehlung von Assistenztrainer Terry Cooper die erste Neuverpflichtung für die Saison 1996/97. Potter gelang es nicht sich bei Southampton zu etablieren, bis zu seinem Abgang im Februar 1997 standen lediglich drei Startelfeinsätze und sieben weitere Pflichtspielauftritte per Einwechslung, darunter beim 6:3-Ligaerfolg über Manchester United, zu Buche.
Dem Zweitligisten West Bromwich Albion, bei dem Ray Harford nur kurz zuvor das Traineramt übernommen hatte, waren die Dienste des linken Außenbahnspielers £300.000 wert. Nach einigen Einsätzen sorgte eine Verletzung im März 1997 für das vorzeitige Saisonende. Potter blieb auch in der Folge unberücksichtigt, im Oktober 1997 wurde er für zwei Monate an den Drittligisten Northampton Town verliehen, kam dort aber nur zu vier Einsätzen. Erst im Frühjahr 1998 bestritt Potter als Ersatz für den dopinggesperrten Shane Nicholson einige Partien als Linksverteidiger, gegen Saisonende verlor er diesen Platz aber wieder an Jason van Blerk. Zu Beginn der folgenden Spielzeit 1998/99 hinter van Blerk Ersatzspieler, kam er ab Mitte der Saison vermehrt zu Einsätzen – insgesamt 22 Saisoneinsätze in der Liga – und harmonierte gut auf der linken Seite mit Kevin Kilbane. Einsatzzeit war für Potter in der Saison 1999/2000 erneut rar, zwischenzeitlich wurde er für einen Monat an den Drittligisten FC Reading verliehen, der einen Mangel an Spielern für die linke Spielhälfte hatte. Da Potter im FA Cup nicht für Reading spielberechtigt war, war er für den Klub nur eingeschränkt brauchbar und eine dauerhafte Verpflichtung kam nicht zustande. West Bromwich verpflichtete im Saisonverlauf weitere Spieler, die in Konkurrenz zu Potter standen, und am Saisonende wurde sein auslaufender Vertrag nach 47 Pflichtspieleinsätzen in dreieinhalb Jahren nicht verlängert.
Einen neuen Arbeitgeber fand Potter im Juli 2000 mit dem Viertligisten York City. Dort hatte er zunächst Anpassungsschwierigkeiten mit der rustikalen Spielweise, nach einer Verletzungspause etablierte er sich aber in der Mannschaft und überzeugte nicht nur als offensiver Außenverteidiger, sondern auch bei der Ausführung von Freistößen und Eckbällen. Im Februar 2001 stand York nach einer 0:3-Heimniederlage gegen Exeter City auf dem letzten Tabellenrang, mit nur zwei Niederlagen in den verbleibenden 16 Ligapartien konnte der Absturz in den Non-League football aber abgewendet werden. Den Klassenerhalt sicherte Potter bei Torquay United am drittletzten Spieltag mit einer in der Nachspielzeit direkt verwandelten Ecke zum 2:2-Unentschieden. Potter war auch in den folgenden beiden Spielzeiten Stammspieler bei York City und zeichnete sich gelegentlich auch als Torschütze aus; so traf er unter anderem im FA Cup 2001/02 gegen die klassenhöheren Klubs Colchester United und FC Reading, als erstmals seit 1986 wieder die vierte Hauptrunde erreicht wurde, in der sich der Erstligist FC Fulham (Endstand 0:2) als zu stark erwies.
Im Sommer 2003 schloss sich Potter dem Ligakonkurrenten Boston United an, ein Angebot auf Vertragsverlängerung von York City hatte er zuvor abgelehnt. Bei Boston wurde er auf der linken Seite sowohl im Mittelfeld als auch in der Abwehr aufgeboten, einen Stammplatz konnte er sich aber nicht erobern. Nachdem er bereits im November 2003 zum Transfer freigegeben worden war, wurde er wenig später für einen Monat an den Fünftligisten Shrewsbury Town verliehen, eine dauerhafte Verpflichtung scheiterte aus finanziellen Gründen.
Einen neuen Verein fand Potter schließlich innerhalb der Liga im Februar 2004 mit Macclesfield Town. Macclesfield befand sich lange Zeit auf den Abstiegsrängen, erst unter Brian Horton gelang mit vier Siegen an den letzten sieben Spieltagen der Klassenerhalt. In der Saison 2004/05 war Potter weiterhin Stammspieler, oftmals auf seiner favorisierten Position als offensivorientierter Außenverteidiger, und war mit sechs Ligatoren drittbester Torschütze seiner Mannschaft. Im Gegensatz zur Vorsaison spielte man um den Aufstieg und qualifizierte sich als Tabellenfünfter für die Play-offs. Potter verpasste die letzten Wochen der Saison wegen einer Verletzung der Achillessehne und wirkte daher auch am knappen Aus im Halbfinale gegen Lincoln City nicht mit. Trotz dieser Leistungen erhielt er am Saisonende von Trainer Horton kein neues Vertragsangebot und beendete daraufhin seine aktive Laufbahn.

## Trainerkarriere

### Universitätsfußball
Im Anschluss an seine Spielerkarriere schloss Potter 2005 ein bereits während seiner aktiven Karriere begonnenes und von der Professional Footballers’ Association unterstütztes Studium der Sozialwissenschaften an der Open University ab und wurde Football Development Manager an der University of Hull. 2007 reiste er mit der ghanaischen Frauennationalmannschaft als Technical Director zur Weltmeisterschaft nach China. Potter selbst nannte seine Funktionsbezeichnung „ein wenig peinlich“, hauptsächlich stand er dem Trainerteam beratend zur Seite und wirkte an Trainingseinheiten mit. Seine Eindrücke während seines sechswöchigen Aufenthalts beim Nationalteam veröffentlichte er wochenweise in Tagebuchform bei der BBC. Der Kontakt kam zustande, als das ghanaische Team sich auf Einladung an der Hull University auf die Endrunde vorbereitete.
Für die Saison 2008/09 wurde er zum Assistenztrainer der englischen Universitätsnationalmannschaft berufen. Mitte 2008 wechselte er zudem an die Leeds Metropolitan University, war dort als Football Coaching Manager angestellt und machte zudem einen Masterabschluss in „Führung und Emotionaler Intelligenz“. Seine Trainerjahre an den beiden Universitäten beschrieb Potter später selbst als Möglichkeit, „in einer ziemlich sicheren Umgebung zu lernen, sich weiterzuentwickeln und Fehler zu machen“.

### Östersunds FK

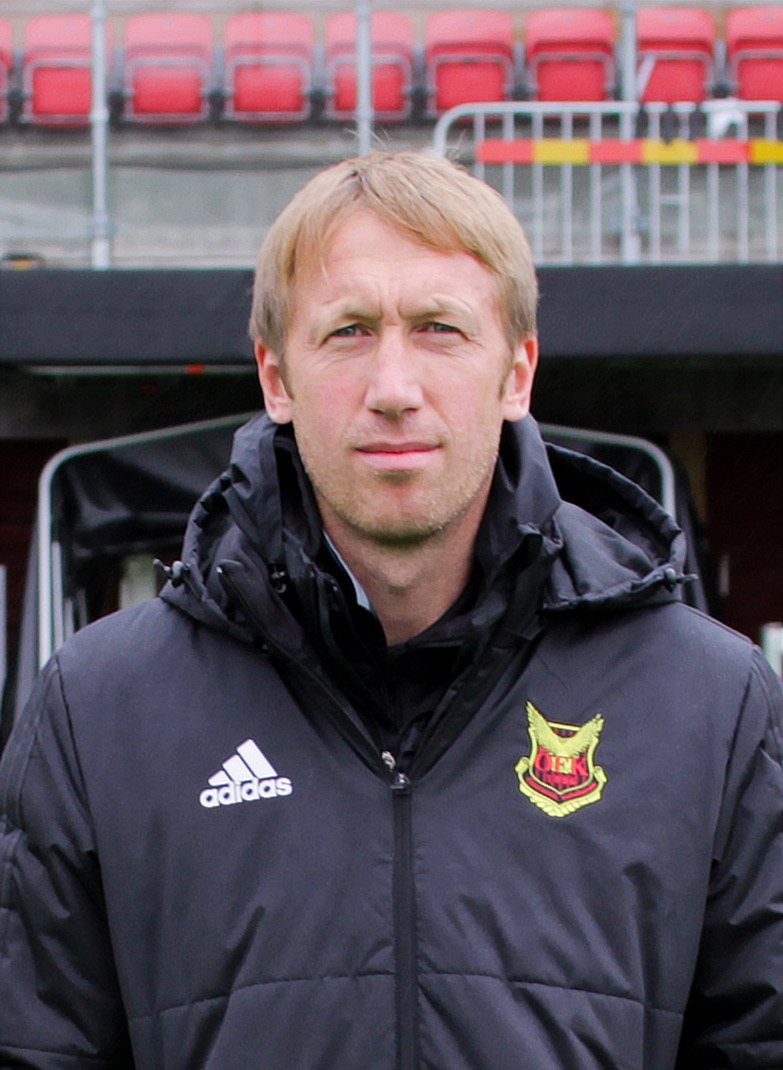
Graham Potter (2017)

Über seinen früheren Mannschaftskameraden Graeme Jones kam bereits um 2009 der Kontakt mit Daniel Kindberg zustande, damals Sportdirektor des schwedischen Klubs Östersunds FK. Nachdem der Klub Ende 2010 in die vierte schwedische Liga abgestiegen war, holte Kindberg, mittlerweile Vereinspräsident, Potter als Cheftrainer zum Klub. Potter gelang mit dem Verein 2011 der direkte Wiederaufstieg und 2012 der Durchmarsch in die Superettan. Nach drei Jahren Zweitklassigkeit stieg die Mannschaft 2015 als Meisterschaftszweiter erstmals in die Allsvenskan auf. Die Premierensaison in der höchsten schwedischen Spielklasse beendete Östersunds auf dem 8. Tabellenplatz und stand im gesamten Saisonverlauf nie auf einem Abstiegsplatz. Potter entfachte mit den Erfolgen seines Teams in der traditionell eher dem Wintersport zugeneigten 50.000-Einwohner-Stadt eine gewisse Fußballbegeisterung, die durchschnittliche Zuschauerzahl stieg von 600 bei seinem Dienstantritt auf über 5.000. Vergleiche mit Roy Hodgson werden insbesondere in der englischen Presse regelmäßig gezogen, der seine Trainerkarriere ebenfalls in Schweden startete, mehrere Meisterschaften und Pokalsiege errang und gemeinsam mit Bob Houghton den schwedischen Fußball auch taktisch revolutionierte.
Im schwedischen Pokalwettbewerb 2016/17 führte Potter seine Mannschaft durch einen 4:1-Finalerfolg über den IFK Norrköping zum ersten nationalen Titel der Vereinsgeschichte. Zudem qualifizierte sich der Verein damit auch erstmals für einen Europapokalwettbewerb. Dort schaltete das Team in den Qualifikationsrunden zur UEFA Europa League 2017/18 den türkischen Rekordmeister Galatasaray Istanbul, CS Fola Esch und PAOK Saloniki aus und qualifizierte sich damit überraschend für die Gruppenphase des Wettbewerbs. In diese startete das Team durch Siege über Sorja Luhansk und Hertha BSC ebenfalls erfolgreich und qualifizierte sich schließlich als Tabellenzweiter hinter Athletic Bilbao für die K.-o.-Phase des Wettbewerbs. Dort scheiterte das Team nach einer 0:3-Heimniederlage und einem 2:1-Auswärtssieg am englischen Vertreter FC Arsenal.
Bei der Spielerauswahl verfolgt Potter einen klaren Plan um „attraktiven, offensiven ballbesitzorientierten Fußball“ zu spielen, den er 2012 selbst auf der Vereinswebsite erläuterte: „Spieler müssen die nötige technische Qualität besitzen und Charakter, Einstellung und den Wunsch haben, für OFK [Anm: Östersunds FK] zu spielen.“ So erfolgten zahlreiche Verpflichtungen von Spielern mit atypischen Biografien: Mannschaftskapitän Brwa Nouri spielte nach seinem Rauswurf bei AIK in der Drittklassigkeit, der Engländer Curtis Edwards wurde aus der fünften schwedischen Liga geholt, Jamie Hopcutt wurde von einem englischen Neuntligisten verpflichtet.
Abseits des Fußballplatzes beschreitet Potter gemeinsam mit Präsident Kindberg für einen Fußballverein eher ungewöhnliche Wege. 2012 wurde die Östersunds FK Kulturakademie ins Leben gerufen, seitdem wird jährlich ein Kulturprojekt professionell vorbereitet und durchgeführt, die Spieler sind vertraglich zur Teilnahme daran verpflichtet. In den ersten Jahren wurde ein Theaterstück, ein Buchprojekt und eine Kunstausstellung realisiert. Nach dem Erstligaaufstieg 2015 führten die Spieler und das Trainerteam vor 428 Zuschauern im ausverkauften Stadttheater eine Interpretation von Tschaikowskis Schwanensee auf, ein Jahr später wurde in der Messehalle vor 1.800 Fans eine Musikrevue begangen.
Potter selbst beschreibt die Maßnahmen als Versuch, die „Person zu verbessern, nicht nur den Spieler“, indem die Spieler aus ihrer „Komfortzone heraustreten, ihre Grenzen austesten und dabei selbstbewusster werden und als Gemeinschaft zusammenrücken“. Das Ziel der Aktionen definierte Kindberg deutlich: „um mehr Fußballspiele zu gewinnen“.

### Swansea City
Im Juni 2018 wurde Potter als neuer Trainer des Premier-League-Absteigers Swansea City vorgestellt. Swansea zahlte an Östersunds eine Ablöse für den Wechsel, von seinem Trainerstab in Schweden kamen auch Co-Trainer Billy Reid und Spieleranalyst Kyle Macaulay mit zum walisischen Klub.

### Brighton & Hove Albion
Zur Saison 2019/20 wurde er Cheftrainer in der Premier League bei Brighton & Hove Albion.

### FC Chelsea
Am 8. September 2022 wurde bekannt, dass Potter als Nachfolger von Thomas Tuchel beim FC Chelsea mit einem Fünfjahresvertrag ausgestattet wurde. Potter war die erste Trainerverpflichtung des neuen Eigentümers Todd Boehly und Chelsea zahlte nach Presseangaben an Brighton eine Ablöse von mehr als 21 Millionen Pfund, um Potter zu verpflichten. Im Saisonverlauf gab der Klub über 550 Millionen Pfund für Spielerneuzugänge aus, allein im Wintertransferfenster kamen mit dem argentinischen Weltmeister Enzo Fernández, Mychajlo Mudryk, Benoît Badiashile, Noni Madueke und Malo Gusto zahlreiche kostspielige neue Spieler. Nach einer Serie von 10 Spielen ohne Niederlage kassierte Potter Ende Oktober seine erste Niederlage als Chelsea-Trainer. Mit 1:4 verlor er gegen seinen Ex-Verein Brighton & Hove Albion. Erstmals unter Druck geriet Potter Anfang Januar infolge einer 0:4-Niederlage im FA-Cup gegen Manchester City in der 3. Runde, was Chelseas frühestes Aus im FA-Cup seit 1999 bedeutete. Höhepunkt seiner Amtszeit bei Chelsea war der erfolgreiche Einzug ins Champions-League-Viertelfinale nach einem 2:1-Achtelfinalsieg über Borussia Dortmund. In der Liga waren die Leistungen dagegen äußerst enttäuschend inklusive einer Heimniederlage gegen Abstiegskandidat Southampton und einer 0:3-Auswärtspleite gegen Erzrivale Tottenham Hotspur. Anfang April 2023, mit Chelsea nur noch auf dem 11. Tabellenrang, 12 Punkte hinter dem vierten Tabellenrang, der zur Champions-League-Teilnahme berechtigt, trennte der Verein sich daraufhin nach sieben Monaten von Potter. Seine Nachfolge trat Frank Lampard an.

### West Ham United
Am 9. Januar 2025 wurde Potter als Trainer von West Ham United vorgestellt, wo er einen Zweijahresvertrag unterschrieb.